# محمدباقر بهرام‌زاده ابراهیمی
محمدباقر بهرام‌زاده ابراهیمی  سیاست‌مدار ایرانی بود، که در   دوره بیست و دوم  بعنوان نماینده بافت در مجلس شورای ملی حضور داشت.